# Tone Kujundžić
Tone (Tona, Antonija) Kujundžić (Tavankut, 2. listopada 1914. – 3. travnja 1996.), bila je hrvatska bačka pjesnikinja, katolička djelatnica, članica Križarskog pokreta i pokretačica katoličkih društava na području Bačke.

## Životopis

### Obitelj i djetinjstvo
Rođena je 2. listopada 1914. u Kujundžićevom šoru u Tavankutu. Potječe iz plemićke obitelji Kujundžić. Otac Ilija nije ju nikada vidio jer je poginuo u Prvome svjetskom ratu oko Lavova (u Galiciji), trinaest dana nakon njezina rođenja. Majka Marija potjecala je iz obitelji Tikvicki. Bila je peto, ujedno i najmlađe dijete u obitelji. Osnovno obrazovanje započinje u Tavankutu, a od preseljenja u Suboticu nastavlja naobrazbu u samostanu Sestara Naše Gospe, u kojemu je završila jedan razred građanske škole. Vezenje je učila kod Kriste Šokčić. Najstarija sestra Janja otišla je u kontemplativnu zajednicu sestara magdalenki u Studenice kod Maribora i postala sestra Mathildis, a ostale dvije u Družbu sestara Naše Gospe. Tone se s petnaest godina učlanila u Marijinu kongregaciju Bezgrješnog začeća sa sjedištem u Subotici. Svirala je harmoniku.

### Križarstvo
Tijekom priprema za Prvi biskupijski euharistijski kongres 1931. u Subotici, koji je pokrenuo biskup Lajčo Budanović, Mara i Kata Čović te Krista i Vita Križanović upoznaju ju s Križarskim pokretom. Dana 22. srpnja 1930. postaje članicom Križarskoga sestrinstva grada Subotice, koje od 1935. nosi ime „Bunjevka”. Bila je četvrta, ujedno i posljednja predsjednica sestrinstva, od 1935. do njezina ukinuća 1941. Sestrinstvo je održavalo predavanja, radionice, tečajeve, proslave svetkovine Krista Kralja, Merzova dana, Majčina dana i Papina dana. Sestrinstvo je 1937. održalo duhovne vježbe za žensku mladež u Subotici pod vodstvom Tomislava Poglajena te suorganiziralo proslave Omladinskog dana u Srijemskim Karlovcima (1939.) i Somboru (15. rujna 1940.) Nadalje, sestrinstvo je održalo svečanosti u spomen pape Pia XI. (1939.) i Alekse Kokića (1940.) Tijekom proslave desetgodišnjice biskupskog ređenja Lajče Budanovića na svetkovinu Krista Kralja, 31. listopada 1937., počinje osjećati prve simptome reumatična artritisa, koji će ju pratiti do smrti 1996. O svršetku rada sestrinstva u jeku Drugoga svjetskog rata napisala je u Subotici 1984.:
 Sestrinstvo je za svojega djelovanja surađivalo s Franjom Šeperom, don Antom Radićem, paterom Tomislavom Poglajenom, Maricom Stanković i inima.

### Progonstva
Ulaskom Bačke u sastav Autonomne Pokrajine Vojvodine, Komunistička partija Jugoslavije svrstava ju među tzv. kulake i oduzima 23 jutra zemlje i kuću. 1947. bila je optužena za „suradnju s okupatorom” i zatvorena. Zbog narušena zdravlja 1948. provela je i mjesec dana u toplicama u Hrvatskome zagorju. 1949. ponovno je uhićena sa sestrom i majkom i optužena za „špekulaciju”, a obitelji je oduzeta cjelokupna imovina. Na Badnjak 1949. s majkom i sestrom premještena je iz subotičkoga u petrovaradinski zatvor, iz kojega su puštene kući početkom ožujka 1950.

### Književnost
Tonina pisana ostavština upućuje na to da je u knjižnici subotičkoga sestrinstva posudila i bilješkama popratila 243 naslova, čitajući Šenou, Deželića, Kuparea, Andrića, Košutić, Budaka, Turgenjeva, Tolstoja, Tagorea, Sienkiewicza, Cronina, Delya, Greya, Shakespearea i ine. Jednu od prvih pjesama, Tvoj mir, Kriste, nam daj, piše u vrijeme ulaska njemačkih i mađarskih snaga u Suboticu u travnju 1941. Pjesme, članke i uspomene objavljivala je u Subotičkoj Danici (1984. – 1995.) i Bačkom klasju (od 1978.). Surađivala je i prijateljevala s Josipom Andrićem, pjesnikinjom Mirom Preisler, don Žarkom Brzićem, prof. Tvrtkom Čubelićem, Antom Sekulićem, nizom subotičkih intelektualaca (Belom Gabrićem, Ivom Prčićem, Ivanom Malagurskim-Tanarom, Matijom Evetovićem), redovnicama iz Družbe sestara Naše Gospe i Družbe sestara Kćeri milosrđa. Prigodom osnutka Katoličkoga instituta "Ivan Antunović" 1989. postaje njegovim počasnim članom.

## Vanjske poveznice
- Bara, Mario: Hrvati u Vojvodini Hrvatsko nacionalno vijeće Republike Srbije  Arhivirana inačica izvorne stranice od 13. studenoga 2011. (Wayback Machine)
- Matica hrvatska Subotica: Kronika događaja - siječanj / ožujak matica.hr. Matica hrvatska. Objavljeno 1. siječnja 2004.  Arhivirana inačica izvorne stranice od 11. veljače 2021. (Wayback Machine)